# Jac van Steen
Jac van Steen (Eindhoven, 1956) è un direttore d'orchestra olandese.
Ha studiato teoria musicale, nonché direzione orchestrale e corale, alla Fontys Hogeschool voor de Kunsten.

## Biografia
Nei Paesi Bassi van Steen è stato direttore d'orchestra e direttore musicale del Nijmegen Bach Choir dal 1986 al 1990. Dal 1989 al 1994 è stato direttore musicale dell'Het Nationale Ballet ad Amsterdam. Dal 1992 è docente presso il Conservatorio Reale di musica e danza a l'Aia. Attualmente, in collaborazione con i colleghi direttori Kenneth Montgomery e Ed Spanjaard al Conservatorio Reale di L'Aia, gestisce un corso di direzione, a cui sono ammessi solo due studenti ogni anno.
Tra il 1997 e il 2002 van Steen è stato direttore principale della Nuremberg Symphony Orchestra. Ha anche lavorato come direttore musicale della Neues Berliner Kammerorchester. Tra il 2002 e il 2005 è stato direttore musicale del Deutsches Nationaltheater Weimar e Direttore principale della Staatskapelle Weimar. Van Steen è stato direttore principale dell'Orchestre Musikkollegium Winterthur dal 2002 al 2008. Tra il 2008 e il 2013 è stato Generalmusikdirektor della Dortmunder Philharmoniker (Orchestra Filarmonica di Dortmund).
Nel Regno Unito van Steen è stato direttore ospite principale della BBC National Orchestra of Wales tra il 2005 e il 2013. Nel maggio 2014 l'Orchestra Ulster ha nominato van Steen il suo prossimo direttore ospite principale, a partire da settembre 2014. Van Steen è stato spesso trasmesso dalla BBC ed ha registrato molti CD con varie orchestre che ha diretto.